# Tukums
Tukums er beliggende i Tukums distrikt i det centrale Letland og fik byrettigheder i 1795. Byen ligger ved floden Slocenes bredder. Før Letlands selvstændighed i 1918 var byen også kendt på sit tyske navn Tukkum.

## Historie
Tukums udvikledes ved handelsruten, der fører fra mundingen af Daugava-floden til Preussen, hvor der var anlagt en borgbanke med en træfæstning.
Tukums, der er livisk, blev første gang nævnt i skriftlige kilder i 1253, hvor Den Liviske Orden besatte byen. I slutningen af 1200-tallet opførte ordenen en muret fæstning.
Efter opløsningen af ordenen blev Tukums indlemmet i Hertugdømmet Kurland og Semgallen. Under hertug Kettler (1642-1682) oplevede Tukums en hurtig opblomstring. På det tidspunkt blev en ny handelsrute fra Tukums til Jelgava, hovedstaden i hertugdømmet Kurland og Semgallen, åbnet. For at drive en mølle og et kobbersmelteværk blev Slocene opdæmmet. Byen var stadig lille med ca. 800 beboere.
I 1795 blev Kurland indlemmet i det Russiske Kejserrige, november samme år underskrev den russiske Kejserinde Katherina et dokument, der opdelte Kurland i regioner og gav byrettigheder til flere byområder, blandt andet Tukums.
I 1877 blev jernbanelinjen Riga-Tukums åbnet. Under revolutionen i 1905 blev 120 mennesker dræbt i byen. Under 1. verdenskrig var Tukums besat af Tyskland fra 1915.
I begyndelsen af 1930'erne var der 8000 indbyggere og 73 industrivirksomheder i Tukums.
I 1944 under 2. verdenskrig fandt voldsomme kampe sted omkring byen, da enheder af den Røde hær indesluttede Heeresgruppe Nord i Kurlandlommen.
Under Sovjettiden var byen vært for en af den røde hærs luftbaser.

## Venskabsbyer
Tukums har 9 venskabsbyer
| - Chennevieres, Frankrig - Kareličy, Hviderusland - Bney-Aish, Israel | - Plungė, Litauen - Andrychów, Polen - Krasnogorsk, Rusland | - Tidaholm, Sverige - Scheessel, Tyskland - Izium, Ukraine |